# Garypus pallidus
Garypus pallidus är en spindeldjursart som beskrevs av Chamberlin 1923. Garypus pallidus ingår i släktet Garypus och familjen gammelekklokrypare. Inga underarter finns listade i Catalogue of Life.